# El Arenal, San Diego de la Unión
El Arenal är en ort i Mexiko.   Den ligger i kommunen San Diego de la Unión och delstaten Guanajuato, i den centrala delen av landet, 270 km nordväst om huvudstaden Mexico City. El Arenal ligger 2 057 meter över havet och antalet invånare är 205.
Terrängen runt El Arenal är lite kuperad. Runt El Arenal är det ganska glesbefolkat, med 31 invånare per kvadratkilometer. Närmaste större samhälle är San Luis de la Paz, 18,3 km sydost om El Arenal. Trakten runt El Arenal består till största delen av jordbruksmark.